# Margit Pörtner
Pour les articles homonymes, voir Pörtner.
Margit Pörtner, née le 16 février 1972 à Hørsholm au Danemark et morte le 26 avril 2017, est une curleuse danoise. 
Elle remporte la médaille de bronze aux Jeux olympiques d'hiver de 1998 à Nagano. Elle est vice-championne du monde (1998) et championne d'Europe (1994).